# Anna von Krane
Anna von Krane (* 26. Januar 1853 in Darmstadt als Anna Antonie Amalinde Freiin von Krane; † 3. Januar 1937 in Düsseldorf) war eine deutsche Schriftstellerin.

## Leben
Anna von Krane entstammte einer protestantischen Offiziersfamilie. Ihr Vater war Freiherr Ernst von Krane (* 1819), ihre Mutter Henriette Freiin von Ricou († 1858). Sie war die einzige Tochter des Paares. Der Oberhofmarschall und Kammerherr Wilhelm Goswin Freiherr von Krane († 1865) war Anna`s Großvater.
Seit dem Tod ihrer Mutter im Jahre 1858 litt ihr Vater an einer psychischen Krankheit, und Anna von Krane kam in die Obhut einer strengen Erzieherin. Nachdem sie frühes Interesse am Zeichnen, aber auch am Verfassen literarischer Texte gezeigt hatte, zog sie 1886 mit dem Vater nach Düsseldorf, wo sie an der Kunstakademie Zeichenunterricht erhielt. 1888 konvertierte sie gegen den Willen ihres Vaters zum Katholizismus. Nachdem sie sich für das literarische Schreiben als Beruf entschieden hatte, war sie ab 1891, erneut gegen den Willen des Vaters, als freie Schriftstellerin tätig. 1893 starb der Vater. Anna von Krane pflegte Kontakte zu der Familie des Zentrumspolitikers Georg von Hertling und war befreundet mit der Autorin und späteren Königin von Rumänien Elisabeth zu Wied sowie mit Marie von Erbach-Schönberg. Von 1910 bis 1913 lebte Anna von Krane in München, anschließend wieder in Düsseldorf. 1926 brach bei ihr ein schweres rheumatisches Leiden aus; ab 1934 lebte sie in einem Pflegeheim. Sie wurde in einem Ehrengrab auf dem Düsseldorfer Nordfriedhof beigesetzt. In Düsseldorf-Lohausen ist die Anna-von-Krane-Straße nach ihr benannt.
Anna von Krane war Verfasserin von Romanen, Erzählungen, Legenden, Märchen, Gedichten und Theaterstücken. Während ihre frühen erzählenden Werke teilweise autobiografisch geprägt, teilweise
im Künstlermilieu angesiedelt waren, sind ihre ab 1907 erschienenen Werke – oft in Legendenform – überwiegend der katholischen Erbauungsliteratur zuzurechnen. Am erfolgreichsten waren ihre unter dem Titel Vom Menschensohn erschienenen Christuserzählungen und der Roman Magna peccatrix über die biblische Gestalt der Maria Magdalena.
Während der Auseinandersetzung 1898 zwischen Anna von Krane und Sophie Pataky (1860–1915) bemühte sich Helene Wachsmuth (1844–1931), die zu diesem Zeitpunkt Vorsitzende des Deutschen Schriftstellerinnenbundes war, um eine Gegendarstellung zu Gunsten von Sophie Pataky. Der Redakteur der Zeitschrift Das Recht der Feder, Martin Hildebrand, lehnte diese Bitte ab.

## Werke
- Ein neues Märchenbuch, Darmstadt 1889
- Schloß Auerbach, Darmstadt 1890
- Hauskomödien für die Jugend, Stuttgart 1892
- Von der Palette, Stuttgart 1894
- Traum und Wahrheit, Berlin 1899
- Sibylle, Berlin [u. a.] 1901
- Starke Liebe, Leipzig 1902
- Fegefeuer der Liebe, Leipzig 1903
- Sieggekrönt, Leipzig 1906
- Der Kunstbaron, Dresden 1907
- Phantasien, Kevelaer [u. a.] 1907
- Vom Menschensohn, Köln 1907
- Aus dem Alltagsleben, Kevelaer 1908
- Der Blutfasching von Ringstaden, Kevelaer 1908
- Magna peccatrix, Köln 1908
- Der Fluch Adams, Köln 1909
- Die Glieder einer Kette und andere Novellen, Mergentheim a.T. 1909
- Das Licht und die Finsternis, Köln 1910
- Es ging ein Säemann aus zu säen, Saarlouis 1911
- Flüchtige Schatten, Saarlouis 1911
- Wie der König erschrak, Köln 1911
- Erträumtes und Erlebtes, Saarlouis 1912
- Der verzauberte Königssohn. Das Nelkchen, Cöln 1912
- Das ewige Licht, Cöln [u. a.] 1913
- Familie Schwammerling. Die bösen Buben, Cöln 1913
- Lustige Künstler-Geschichten, Kevelaer [u. a.] 1913
- Der Prinzgemahl, Kevelaer
  - 1 (1913)
  - 2 (1913)
- Das Schweigen Christi, Köln a. Rh. 1913
- Der Cellospieler, Leutesdorf a. Rh. 1915
- Der Friedensfürst, Köln 1915
- Das Gastmahl der Sünder, Köln 1915
- Das Siegesfest der sechsten Legion, Köln 1915
- Der Träumer von Nazareth. Dismas, Köln 1915
- Der Zöllner, Köln 1915
- Seine Vielgetreuen, Köln 1916
- Wenn die Steine reden, Köln 1917
- Wie ich mein Leben empfand, Bocholt i.W. 1917
- Aus dem Skizzenbuch meines Lebens, Bocholt 1918
- Die Sünderin, Köln 1918
- Von Weltkindern, armen Sündern und Heiligen, Regensburg [u. a.] 1918
- Adagio, Regensburg 1920
- Das Hindernis, Regensburg 1920
- Rex regum, Köln 1920
- Am kristallenen Strom, Köln a. Rh. 1921
- Die Leidensbraut, Köln 1921
- Das Mithras-Schiff, Köln 1922
- Eikenborn, Köln 1924
- Der Spielmann Gottes, Köln 1924
- Blätter von meinem Lebensbaum, Regensburg 1925
- Der heilige Tarzisius, Kevelaer 1929
- Das Osterlamm, Kevelaer (Rhld) 1930
- Die Verfemten, Köln 1935

## Genealogie
- Gothaisches Genealogisches Taschenbuch der Freiherrlichen Häuser 1879. Neun und zwanzigster Jahrgang. Justus Perthes, Gotha 1878, S. 434. Digitalisat
- Gothaisches Genealogisches Taschenbuch der Freiherrlichen Häuser 1920. 70. Jahrgang. Justus Perthes, Gotha 1919, S. 438. Digitalisat